# ربکا (مجموعه تلویزیونی ۱۹۹۷)
ربکا (انگلیسی: Rebecca) یک درام تلویزیونی بریتانیایی-آلمانی محصول ۱۹۹۷ به کارگردانی جیم اوبراین و با بازی چارلز دنس است. فیلمنامه این سریال کوتاه توسط آرتور هاپکرافت بر اساس رمانی به همین نام اثر دافنه دو موریه در سال ۱۹۳۸ ساخته شده است. این سریال توسط پورتمن پروداکشنز با همکاری WGBH و Tele München برای تلویزیون کارلتون فیلمبرداری شد. در ایالات متحده در برنامه شاهکار تئاتر  از پی‌بی‌اس پخش شد. این سریال توسط کریستوفر گانینگ آهنگسازی شده که برای ساخت موسیقی سریال پوآرو در ایران شهرت دارد.

## داستان
ماکسیم دی وینتر (چارلز دنس) یک سال پس از غرق شدن همسرش ربکا (لوسی کوهو) که بسیار محبوب بود با دختری جوان‌تر از خودش (امیلیا فاکس) ازدواج می‌کند. دخترک که در طبقه‌ی متوسط بزرگ شده خودش را در دنیای اشرافی جدیدی می‌یابد که برایش آمادگی ندارد. از طرفی، خانه‌دار عمارت، خانم دانورز (دایانا ریگ) او را بخاطر گرفتن جای ربکای عزیزش تحقیر می‌کند. اما مشکلاتی بزرگ‌تر از این در انتظار اوست.

## بازیگران
- چارلز دنس در نقش ماکسیم دی وینتر
- امیلیا فاکس در نقش خانم دی وینتر
- لوسی کوهو در نقش ربکا دی وینتر
- دایانا ریگ در نقش خانم دانورز
- جرالدین جیمز در نقش بئاتریس
- دنیس لیل در نقش گیلز
- تام چادبون در نقش فرانک کرولی
- جاناتان کیک در نقش جک فاول
- جان برانول در نقش بن
- فی داناوی در نقش خانم ون هاپر

## جوایز
دایانا ریگ در سال ۱۹۹۷ برنده جایزه امی برای بهترین بازیگر نقش مکمل زن در مینی سریال یا فیلم شد.